# Черемновское сельское поселение
Черемновское се́льское поселе́ние — муниципальное образование в Называевском районе Омской области Российской Федерации.
Административный центр — село Черемновка.

## История
Статус и границы сельского поселения установлены Законом Омской области от 30 июля 2004 года № 548-ОЗ «О границах и статусе муниципальных образований Омской области».

## Население
| 2010 | 2011  | 2012  | 2013  | 2014 | 2015 | 2016 |
| ---- | ----- | ----- | ----- | ---- | ---- | ---- |
| 1090 | ↘1086 | ↘1044 | ↘1023 | ↘994 | ↘942 | ↘935 |
| 2017 | 2018  | 2019  | 2020  | 2021 | 2023 |      |
| ↘920 | ↘880  | ↘865  | ↘848  | ↘826 | ↘800 |      |

## Состав сельского поселения
| № | Населённый пункт | Тип населённого пункта             | Население |
| - | ---------------- | ---------------------------------- | --------- |
| 1 | 2595 км          | железнодорожный остановочный пункт | ↘39       |
| 2 | Лески            | деревня                            | ↘118      |
| 3 | Ошировский       | железнодорожный путевой пост       | ↘9        |
| 4 | Ростовка         | деревня                            | ↘74       |
| 5 | Фомиха           | деревня                            | ↘394      |
| 6 | Черемновка       | село, административный центр       | ↘456      |